# Ramón Piñeiro López
Ramón Piñeiro López (Láncara, 31 de mayo de 1915 - Santiago de Compostela, 27 de agosto de 1990) fue un intelectual y político español que desarrolló su actividad en Galicia. Fue homenajeado con el Día de las Letras Gallegas de 2009.
Se trata de una de las figuras históricas del galleguismo durante el siglo XX, clave para conseguir la continuidad de este tras la guerra civil española (motivo por el cual fue encarcelado entre 1946 y 1949). 
Como intelectual, fue uno de los fundadores y primeros directores de la editorial Galaxia y de la revista Grial. 
Políticamente, además de formar las Mocidades Galeguistas, fue miembro del Partido Galleguista y, más tarde, ya durante la España democrática, fue también diputado independiente del Parlamento de Galicia formando parte de la lista del PSdeG-PSOE. 
Como intelectual, su principal actividad fue la de intentar despojar al galleguismo de su componente político para centrarlo en su componente cultural (a esta tendencia se la conocería desde entonces como piñeirismo). En este sentido, apeló a la saudade (concepto al que dedicó varios estudios a lo largo de su vida), el paisaje y el humor como fundamentos de la identidad de los gallegos y esencia de Galicia.
Piñeiro concebía la saudade como un sentimiento sin objeto y sin relación alguna con el pensamiento o la voluntad, que había sido ya caracterizado por diversos escritores gallegos bajo la forma de instinto de vida, de muerte, como sentimiento a superar, etc. En su concepción, contextualizada por el existencialismo filosófico, la saudade es un sentimiento de soledad ontológica, esto es, un sentimiento derivado de la singularización del ser.
Su obra escrita se reparte entre trabajos de índole filosófica (con especial atención al tema de la saudade que trata desde una perspectiva existencialista heideggeriana) y trabajos de orientación lingüístico-literaria (centrados en los problemas del proceso de normalización de la lengua gallega). Fue pionero también en la traducción de obras en otros idiomas al gallego, entre las que destaca Da esencia da verdade (1956), de Heidegger.

## Biografía
Estudió el bachillerato superior en Lugo donde ingresó en las juventudes del Partido Galeguista, a través de las cuales participó en el comité provincial que colaboró en la celebración del referéndum sobre el Estatuto de Autonomía de Galicia de 1936.
Terminada la guerra civil española (en la que tuvo que alistarse en el bando sublevado para evitar represalias), estudió Filosofía y Letras en Santiago de Compostela.